# Sara Adler

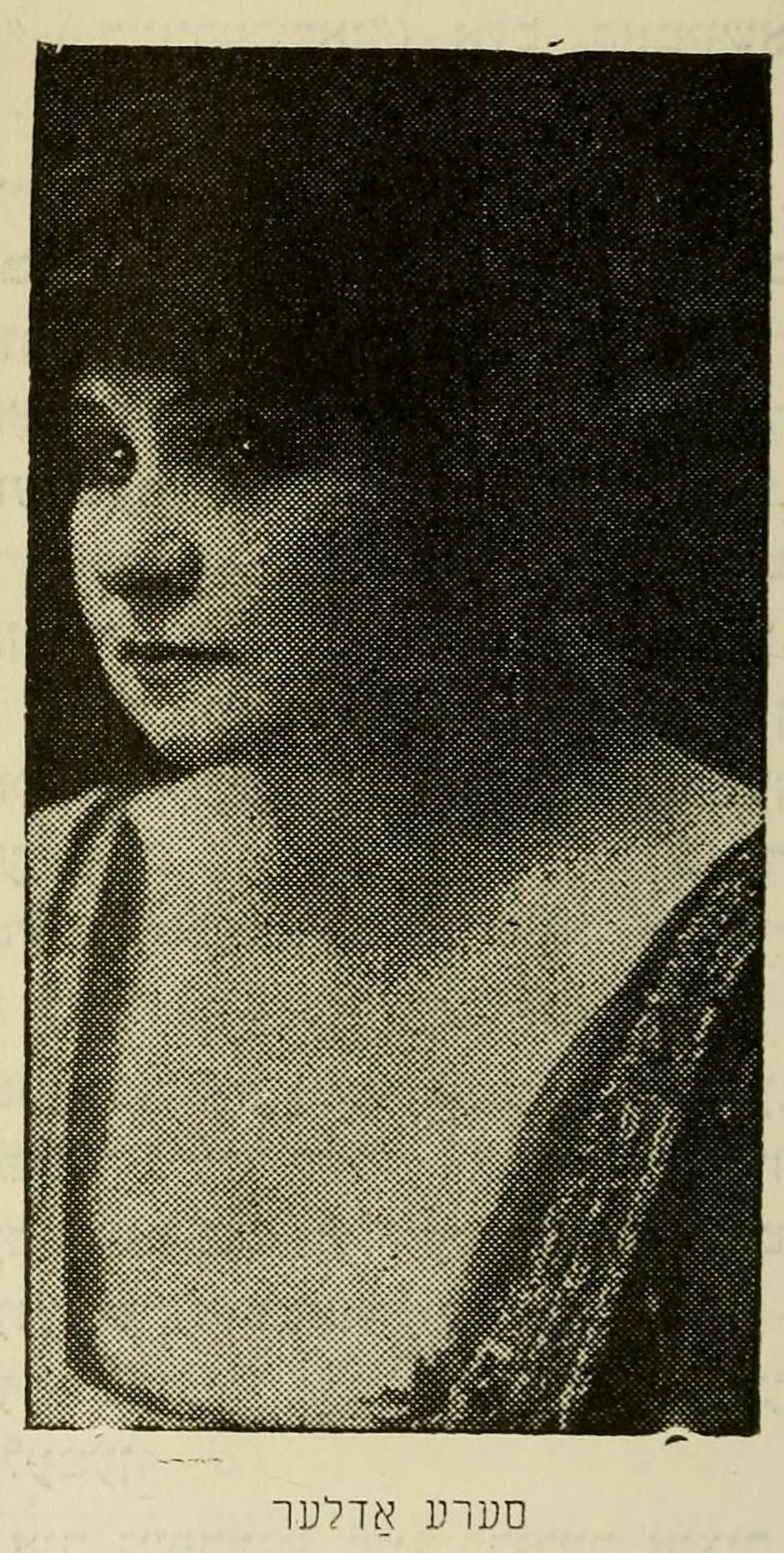
Sara Adler

Sara Adler (Geburtsname: Sara Levitskaya; * 26. Mai 1858 (nach anderen Angaben: 1860) in Odessa, Gouvernement Cherson, Russisches Kaiserreich; † 28. April 1953 in New York City, New York) war eine aus Russland stammende US-amerikanische Schauspielerin. Sie war die dritte Ehefrau des Schauspielers und Theaterleiters Jacob P. Adler sowie Mutter der ebenfalls als Schauspieler tätigen Kinder Jay Adler, Julia Adler, Stella Adler, Luther Adler, Frances Adler und Florence Adler und damit Begründerin einer der bekanntesten jüdischen Schauspieldynastien Amerikas. Ihr schauspielerischer Lebensweg umfasste die Geschichte des jiddischen Theaters von seinen bescheidenen Anfängen in Osteuropa über seine Blütezeit auf der Second Avenue in New York City bis hin zu seinem Niedergang nach dem Zweiten Weltkrieg.

## Leben

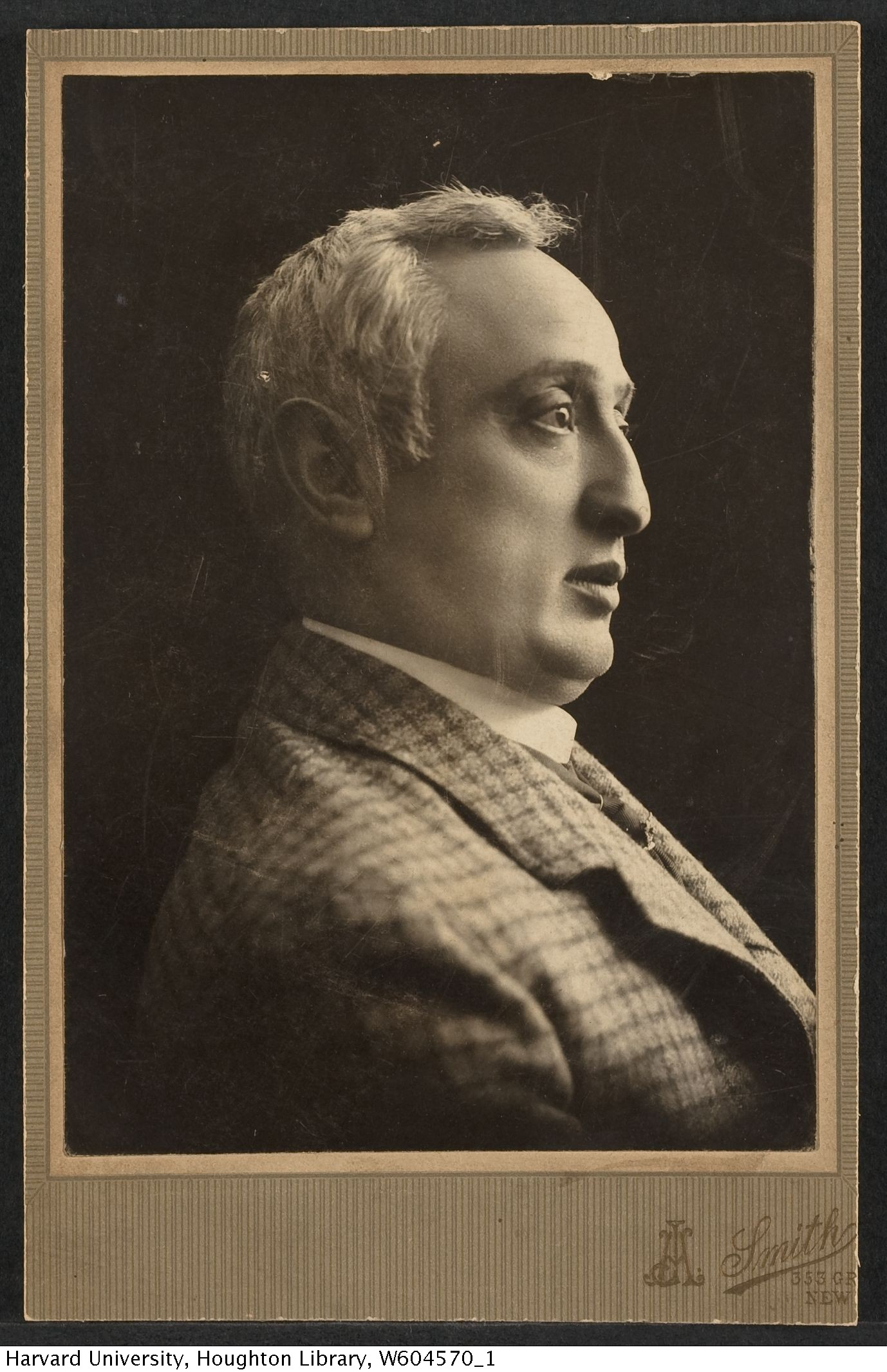
Mit ihrem Ehemann Jacob P. Adler und den sechs gemeinsamen Kindern war Sara Adler Begründerin einer der bekanntesten jüdischen Schauspieldynastien Amerikas.

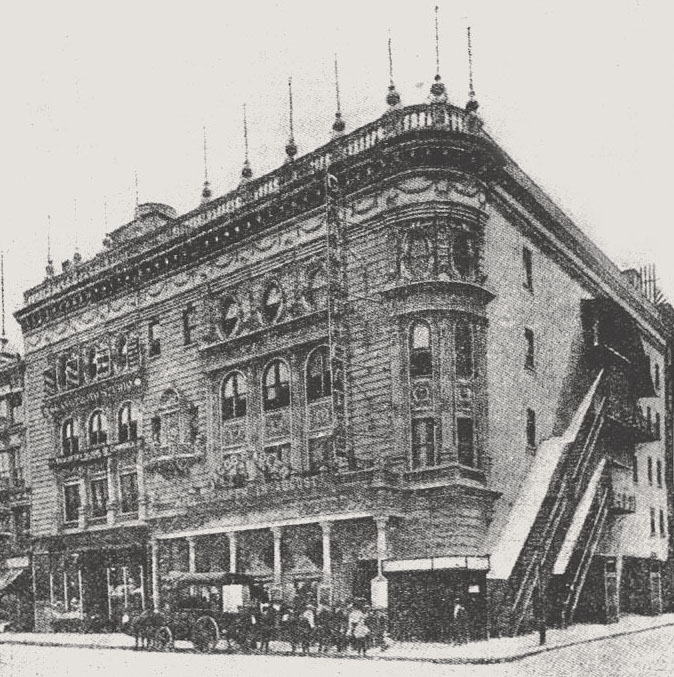
Das Grand Street Theatre, das speziell für Jacob Adler gebaut wurde.

Die als Sara Levitskaya geborene Sara Adler war die Tochter des Kaufmanns Ellye Levitzky und dessen Ehefrau Pessye Levitskaya und besuchte eine russische Schule, an der sie im Alter von acht Jahren 1866 ihr dramatisches Debüt in der Rolle der „Amalia von Edelreich“ in Friedrich Schillers Die Räuber gab. Seit ihrer frühen Jugend trat sie mit lokalen Amateurgruppen auf und vertiefte sich in dramatische Literatur. Als sie sich entschloss, einer jiddischen Theatergruppe beizutreten, wurde sie zunächst wegen ihrer mangelnden Jiddischkenntnisse zwar abgelehnt, stattdessen aber als Sängerin russischer Lieder während des nach dem Stück angebotenen Divertissements engagiert. In ihren späten Teenagerjahren heiratete sie Maurice Haimovitz, der später seinen Namen in Heine änderte, einen jiddischen Schauspieler, der seine eigene Provinztheatertruppe leitete. 1880 zogen sie nach London, wo sie unter schlechten finanziellen Bedingungen spielten. 1883 kam sie mit der Truppe ihres Mannes, der Russian Yiddish Opera Company, nach New York City, und war dort die erste professionelle jiddische Truppe, die in den USA auftrat. Ihre erste Aufführung, die Operette The Orphans von Shomer Shaikevitz, fand am 23. Mai 1884 in der Turnhalle in Lower Manhattan statt. Später zogen sie in das Oriental Theatre in der Bowery, wo ihre musikalischen Melodramen, obwohl grob und oft schlecht konstruiert, Scharen junger jüdischer Einwanderer anzogen, für die das jiddische Theater eine aufregende Neuheit und oft die einzige Unterhaltung in einem Leben war, das sie hauptsächlich in ausbeuterischen Betrieben verbrachten. Sie war mit den natürlichen Attributen eines Stars gesegnet und glänzte von Anfang an auf der Bühne. Sie wurde oft als die schönste Frau auf der jiddischen Bühne beschrieben, mit einer Figur, die einer Marmorstatue ähnelte, und einem Gesicht, das einem das Herz schmelzen ließ. Ihre emotionale Kraft und elektrisierende Stimme wurden mit einer Zartheit und Wahrhaftigkeit kombiniert, die das Publikum fünf Jahrzehnte lang in ihren Bann zog.
Das Verhältnis zwischen Haimovitz-Heine und seiner immer beliebter werdenden Frau verschlechterte sich. 1887 kam Jacob P. Adler (1855–1926) aus Europa und schloss sich der Haimovitz-Heine-Truppe an. Adler war zu dieser Zeit verheiratet, und Sara war Mutter von zwei Jungen, aber sie verliebten sich, ließen sich von ihren Ehepartnern scheiden und heirateten 1890. Von da an war sie beruflich als Sara Adler bekannt. Die Adlers hatten mit Jay Adler (1896–1978), Julia Adler (1898–1995), Stella Adler (1901–1992), Luther Adler (1903–1984), Frances Adler und Florence Adler sechs Kinder, die alle Karrieren auf der Bühne hatten und oft in den Produktionen ihrer Eltern mitwirkten. Jacob und Sara Adler waren damit die Begründer einer der bekanntesten jüdischen Schauspieldynastien Amerikas. Die Adlers spielten zusammen in drei jiddischen Schauspielhäusern in New York: dem Thalia Theatre in der Bowery, dem Grand Street Theatre, das speziell für Jacob Adler gebaut wurde, und dem Dewey Theatre in der East 14th Street. Jacob Adler wurde als der größte dramatische Schauspieler der jiddischen Bühne angesehen, und Sara gab ihre musikalischen Rollen auf, um sich dem reinen Drama zu widmen, und spielte oft die weibliche Hauptrolle an der Seite ihres Ehemanns.
Von Zeit zu Zeit wurden ihre häuslichen Beziehungen jedoch „explosiv“, und sie verließ seine Theatergruppe, um ihre eigene zu leiten. Sara Adler war bekannt für ihr breites Spektrum an komischen und tragischen Rollen. Zusammen mit ihrem Mann führte sie auf der jiddischen Bühne einen realistischeren Aufführungsstil ein. Es wurde geschätzt, dass ihr Repertoire Hauptrollen in etwa 300 Stücken umfasste. Sie war besonders versiert in Stücken über das Leben jüdischer Einwanderer von Jakob Gordin, Leon Kobrin und Zalmen Libin. Eine ihrer berühmtesten Rollen war in Gordins Homeless („Ohne Heim“, 1907), in dem sie eine einfache, nicht assimilierte Hausfrau mit Migrationshintergrund spielte, die infolge ihrer Begegnung mit dem modernen Leben in Amerika an einem Nervenzusammenbruch leidet. Obwohl Adler nach dem Tod ihres Mannes im Jahr 1926 nicht mehr viel auftrat, hing sie so sehr an dieser Rolle, dass sie noch fast achtzigjährig in Homeless mit Zvee Scooler in der Rolle ihres verstorbenen Mannes inszenierte und mitspielte.
Adler zeichnete sich auch durch jiddische Adaptionen europäischer, insbesondere russischer Dramen aus. Einige berühmte Rollen waren „Nora“ in Henrik Ibsens Nora oder Ein Puppenheim, „Akulina“ in Leo Tolstois Die Macht der Finsternis und „Katjuscha Maslowa“ in Tolstois Auferstehung in der Theateradaption von Henry Bataille. Sie wiederholte diese Rolle 1939 bei einer Testimonial-Aufführung im National Theatre in der Second Avenue, die ihr offizielles fünfzigjähriges Bühnenjubiläum feierte, eine Feier, bei der mehrere Mitglieder des Group Theatre, darunter ihre Kinder Stella Adler und Luther Adler sowie ihre Schwiegertochter und Ehefrau ihres Sohnes Luther Adler, Sylvia Sidney (1910–1999), teilnahmen. Adler spielte auch in zwei Stummfilmen, Sins of the Parents (1914), basierend auf dem jiddischen Stück God’s Punishment von Zalmen Libin, und A Recent Confederate Victory (1914). Zum Zeitpunkt ihres Todes in New York City wurde Adler als „Kaiserin des jiddischen Theaters“ (‚Empress of the Yiddish theater‘) in Amerika gepriesen. Immer die Hauptdarstellerin, verlief ihr Lebensweg parallel und umfasste die Geschichte des jiddischen Theaters von seinen bescheidenen Anfängen in Osteuropa über seine Blütezeit auf der Second Avenue in New York bis hin zu seinem Niedergang nach dem Zweiten Weltkrieg. Nach ihrem Tode wurde sie auf dem Mount Carmel Cemetery im New Yorker Stadtbezirk Queens beigesetzt.

## Hintergrundliteratur
- Hutchins Hapgood: The Spirit of the Ghetto, 1902, Nachdruck 1967
- B. Goren: Di geshikte fun yidishn teater, 1923
- Zalman Zylbercwaig: Lexicon fun yidishn teater, Band 1, 1931
- David S. Lifson: The Yiddish Theatre in America, 1963
- Tsili Adler und Yakov Tikman: Tsili Adler Derseylt, 1971
- Irving Howe: World of Our Fathers, 1976
- Lulla Rosenfeld: Bright Star of Exile: Jacob Adler and the Yiddish Theater, 1977
- Nahma Sandrow: Vagabond Stars. A World History of Yiddish Theater, 1977, Neuauflage 1996, ISBN 978-0-8156-0329-0 (Onlineversion)
- Rosemary Malague: An Actress Prepares. Women and „the Method“, S. 76, 2013, ISBN 978-1-136-50390-0 (Onlineversion)
- Sheana Ochoa: Stella! Mother of Modern Acting, 2014, ISBN 978-1-4803-9255-7 (https://www.google.de/books/edition/Stella_Mother_of_Modern_Acting/qhqXAwAAQBAJ?hl=de&gbpv=1&dq=Sara+Adler&pg=PT305&printsec=frontcover Onlineversion)
- Scott Balcerzak: Beyond Method. Stella Adler and the Male Actor, 2018, ISBN 978-0-8143-4292-3 (Onlineversion)